# 81-я кавалерийская дивизия
81-я кавалерийская дивизия — сформирована осенью 1941 года.

## История
Участвовала в боях с 20 ноября 1942 года южнее Сталинграда. Ударом на ст. Котельниковская в конце ноября 1942 года сорвала подготовку противника в деблокаде окруженных в Сталинграде войск Паулюса. В мае 1943 года расформирована с передачей личного состава в другие части.

## Состав[1]
216-й кавалерийский полк (11.10.1942 — 04.05.1943);
227-й кавалерийский полк (11.10.1942 — 04.05.1943) командир майор Воронков Николай Иванович;
232-й кавалерийский полк (11.10.1942 — 04.05.1943), командир майор Дрозд Григорий Петрович;
артиллерийско-миномётный полк (с 19.02.1943);
отдельная зенитная батарея (11.10.1942 — 18.02.1943);
отдельный дивизион противовоздушной обороны (18.02.1943 — 20.04.1943);
538-й отдельный дивизион противовоздушной обороны (20.04.1943 — 04.05.1943);
110-й медико-санитарный эскадрон 
81-й отдельный эскадрон химический защиты; 
302-й дивизионный ветеринарный лазарет.

## Командование

### Командиры
- Густишев, Дмитрий Иванович (01.09.1941 — 05.05.1942), генерал-майор;
- Баумштейн, Василий Григорьевич (02.06.1942 — 03.12.1942), полковник;
- Скороход, Антон Филиппович (14.12.1942 — 22.05.1943), полковник.

### Военкомы[2]
- Клецов Григорий Иванович (15.08.1941 — 25.12.1942), батальонный комиссар, с 28.09.1941 старший батальонный комиссар, с 22.12.1942 подполковник;
- Джалилов Раджеб Али (25.12.42 — 24.02.1943), старший батальонный комиссар, подполковник.
- Рейтборд Матвей Борисович (24.02.1943 — 04.05.1943), подполковник.

### Начальники политотдела[2]
- Турбин Василий Иванович (14.10.1941 — 20.12.1942), полковой комиссар;
- Базиев Кужба Хамурзович (25.12.1942 — 04.05.1943), капитан, с 17.04.1943 майор.